# Riedelella izhboldinae
Riedelella izhboldinae är en plattmaskart som beskrevs av Timoshkin OA 200. Riedelella izhboldinae ingår i släktet Riedelella och familjen Rhynchokarlingiidae. Inga underarter finns listade i Catalogue of Life.